# NGC 3616
NGC 3616 је појединачна звезда у сазвежђу Лав која се налази на NGC листи објеката дубоког неба.
Деклинација објекта је + 14° 45' 58" а ректасцензија 11h 18m 8,6s. Привидна величина (магнитуда) објекта NGC 3616 износи 12,8 а фотографска магнитуда 12,3.